# جنس خارجي
الجِماع الخارجيّ (بالإنجليزية: Non-penetrative sex) ويسمّى كذلك الجنس دون إيلاج أو جنس غير اختراقي هي ممارسة الجنس دون أيّ شكل من أشكال الإيلاج، أي دون إيلاج قضيب الرجل في مهبل المرأة. خلال هذا النوع من الجِماع، يمارس الأزواج الحميمية بأشكال وطرق مختلفة، بعضهم يقوم بالاستمناء المتبادل، أو حكّ جسد كلّ منهم بجسد الآخر، أو التقبيل أو الحضن. يمارس الأزواج الجماع الخارجي لعدة أسباب، بما في ذلك كشكل من أشكال المداعبة الجنسية أو كفعل جنسي أساسي أو مفضل، بعضهم يمارسه وسيلة لمنع الحمل، أو لتفادي الإصابة بالأمراض التي تنتقل من خلال ممارسة الجنس.

## ممارسات الجنس الخارجي
يوجد العديد من النشاطات الجنسية الخارجية التي لا تتضمن الجماع المهبلي:
- الجنس الشرجي: من خلال اللمس بالأصابع أو بالفم أو بالاعضاء التناسلية أو باستخدام اللعب المخصصة للجنس. ممارسة الجنس الشرجي لا يؤدي إلى الحمل، لكنه طريقة سهلة لنقل الأمراض الجنسية من شخص إلى آخر. لذلك يستعمل الواقي الذكري الذي يخفض من خطر الإصابة أو نقل الأمراض الجنسية.[5]
- الجنس الفموي: يكون باستخدام الفم. لا يحصل الحمل جراء ممارسة الجنس الفموي، ولكن يمكن أن تنقل الإصابة بالأمراض الجنسية، يمكن منع تنقل هذه الأمراض باستخدام الواقي الذكري والواقي الأنثوي.[6]
- استعمال اللعب المخصصة للإستعمال الجنسي
- ممارسة الخيال والتصورات الجنسية: عن طريق مشاركة أو تمثيل التصورات أو الأحلام المتعلقة بالجنس التي تثير الرغبة الجنسية، أو ربما مشاهدة فيلم إباحي أو قراءة قصة مثيرة مع الشريك.
- الاحتكاك: عن طريق احتكاك الجسم بجسم الشريك يجد الكثير من الأزواج متعة في ذلك لدرجة أنهم قادرون على الوصول إلى النشوة عن طريق فرك أعضائهم التناسلية ببعضها البعض.[7]
- المداعبة
- الاستمناء: عن طريق لمس الأعضاء التناسلية، وممارسة الخيال والتصورات الجنسية عند ممارسة الاستمناء، أو مشاهدة الشريك عارياً أثناء الاستمناء.[8]
- التقبيل: عن طريق تقبيل الأجزاء المختلفة من الجسم.[9]

## الفوائد
الجنس الخارجي ليس له آثار جانبية، ويمكن أن يكون وسيلة ممتعة لممارسة الجنس الآمن وخاصة عندما لا يجري تبادل أي من السائل المنوي أو المهبلي.
قد يساعد الجماع الخارجي النساء في معرفة كيفية الوصول إلى هزة الجماع.
أما عند الرجال، فيسمح الجماع الخارجي لهم بأن يكونوا نشيطين جنسياً دون الحاجة للشعور بالضغوطات لأداء جيد أثناء الجماع.

## المخاطر الصحية
قد يجد بعض الأزواج صعوبة بالغة في إبقاء ممارسة الجنس الخارجي دون أن يتحول إلى جماع. فيؤدي هذا إلى أن يكون الجماع غير مخطط له وبالتالي قد يؤدي إلى الحمل غير المخطط له أو الإصابة بالأمراض المنقولة عن طريق الإتصال الجنسي. حتى لو تمسك الزوجان بالجماع الخارجي، ففرصة وصول الحيوانات المنوية إلى المهبل لا تزال قائمة، لذلك بعضهم يستخدم الواقي الذكري أو الواقي الأنثوي أثناء الممارسة.
فيما يلي بعض الأمراض المنقولة بالاتصال الجنسي الشائعة التي تنتقل عن طريق ممارسة الجنس الغير مخترق، وكيفية الإصابة بها:
- قمل العانة (المعروف أيضاً باسم القمل السرطاني) ينتقل من خلال التلامس الوثيق مع شخص مصاب
- قريح ينتقل من خلال ملامسة الجلد للجلد عندما يكون لدى الشخص المصاب تقرحات وتتلامس هذه القروح مع شخص آخر (بشكل عام في منطقة الأعضاء التناسلية)
- فيروس مضخم للخلايا ينتقل من خلال ملامسة إفرازات الجسم المختلفة (اللعاب، إفرازات الأعضاء التناسلية، الدم، إلخ.)
- ثؤلول تناسلي تشبه الهربس، ولكن تسببها فيروسات مختلفة.  وتنتقل أيضاً عن طريق الملامسة الجلدية للأعضاء التناسلية
- هربس يمكن أن ينتقل من خلال التقبيل أو في أي وقت يتلامس فيه الفم أو الأعضاء التناسلية المصابة بفم شخص آخر أو بأعضائه التناسلية (عندما يحدث على الأعضاء التناسلية، يُعرف باسم الهربس التناسلي)
- فيروس الورم الحليمي البشري ينتقل من خلال ملامسة الجلد للجلد